# Лівий берег (Париж)

Адміністративний поділ Парижа. Річка Сена ділить місто на дві частини, лівий берег — південна

Лі́вий бе́рег (фр. Rive Gauche, МФА: [ʁiv.'goʃ] (рівго́ш))— південна частина Парижа, обмежена з півночі річкою Сена. Протікаючи через місто, річка має чіткий субширотний напрямок — із заходу на схід, ділячи тим самим місто на дві частини: північну — правий берег та південну — лівий берег.
«Rive Gauche» чи «лівий берег» загалом є молодою, але легендарною частиною міста; тут жили такі відому артисти, письменники і філософи як Пабло Пікассо, Артюр Рембо, Поль Верлен, Анрі Матісс, Жан-Поль Сартр, Ернест Хемінгуей, Френсіс Скотт Фіцджеральд і багато інших членів великої мистецької спільноти Монпарнасу. «Rive Gauche» — фраза, якою позначають атмосферу богеми і творчості. Найвідомішими вулицями району є Бульвар Сен-Жермен, Бульвар Сен-Мішель і Рю-де-Ренн.
Латинський квартал — студентський квартал на лівому березі у п'ятому окрузі Парижа, названий так через те, що латина використовувалась студентами, що навчались у Сорбонні.
На лівому березі знаходяться наступні муніципальні одиниці міста:
- V округ Парижа
- VI округ Парижа
- VII округ Парижа
- XIII округ Парижа
- XIV округ Парижа
- XV округ Парижа